# Larry Parks
Larry Parks (Olathe, Kansas, 13 de desembre de 1914 − Los Angeles, Califòrnia, 13 d'abril de 1975) va ser un actor estatunidenc.

## Biografia
El seu nom de naixement sembla que era Samuel Klusman (o Klausman) Lawrence Parks, i va néixer a Olathe, Kansas. Es va criar a Joliet, Illinois, graduant-se en la Joliet Township High School el 1932. Va estudiar a la Universitat d'Illinois a Urbana-Champaign, i durant uns anys va actuar en companyies teatrals de repertori, fins que va firmar un contracte cinematogràfic amb la Columbia Pictures el 1941. Com era usual entre els actors contractats per la Columbia, va interpretar papers secundaris en films de pressupost alt, i papers de més entitat en pel·lícules de la sèrie B. Quan la Columbia estava preparant una pel·lícula sobre la vida de Al Jolson, es van considerar moltes estrelles per al paper principal, incloent a James Cagney i Danny Thomas, però Larry Parks va ser el primer actor a ser entrevistat. Parks va impressionar favorablement als productors i va obtenir el paper. Als 31 anys, la seva actuació en The Jolson Story (1946) li va valer una nominació a l'Oscar al millor actor.
Convertit Parks en una estrella, Columbia el va mantenir ocupat en diverses produccions, fins que va aparèixer una seqüela, Jolson Sings Again (1949), que va ser un altre èxit de taquilla. La seva coprotagonista Barbara Hale, va treballar de nou amb ell en la comèdia Emergency Wedding.
El 1951 Larry Parks va ser citat per presentar-se davant del Comitè d'Activitats Antiamericanes. Amb l'amenaça d'entrar en la llista negra de la indústria cinematogràfica, va sol·licitar no ser forçat a testificar. Finalment ho va fer entre llàgrimes, sense poder evitar ser inclòs en la llista. Larry Parks finalment va donar els noms dels seus antics col·legues i es va sotmetre al Comitè d'Activitats Antinord-Americanes. Després de tot això, la Columbia Pictures el va abandonar, i una comèdia romàntica que havia rodat per a Metro-Goldwyn-Mayer va quedar posposada tres anys. Parks va fer uns quants films més, guanyant-se la vida amb prou feines treballant al teatre i fent ocasionals programes de televisió. El seu últim treball, en un paper d'importància, va arribar amb el film de John Huston Freud. (1962).
Larry Parks va morir el 1975 a Studio City (Los Angeles), Califòrnia, a causa d'un infart agut de miocardi. Va estar casat amb l'actriu Betty Garrett des de 1944. Van tenir dos fills, l'actor Andrew Parks i el compositor Garrett Parks. A més, Parks va ser padrí de l'actor Jeff Bridges.

## Filmografia
- 1941: Mystery Ship: Tommy Baker
- 1941: Harmon of Michigan: Harvey
- 1941: Ets meva (You Belong to Me): Blemish
- 1941: Three Girls About Town: Periodista
- 1941: Sing for Your Supper: Mickey
- 1941: Harvard, Here I Come!: Eddie Spellman
- 1942: Blondie Goes to College: Rusty Bryant
- 1942: Canal Zone: Recluta Kincaid
- 1942: Alias Boston Blackie: Joe Trilby
- 1942: North of the Rockies: Jim Bailey
- 1942: Hello, Annapolis: Paul Herbert
- 1942: Submarine Raider: Sparksie
- 1942: Tots besaven la núvia (They All Kissed the Bride): Joe Krim
- 1942: Flight Lieutenant: Cadet Sandy Roth
- 1942: Atlantic Convoy: Gregory
- 1942: A Man's World: Chick O'Driscoll
- 1942: The Boogie Man Will Get You: Bill Layden
- 1942: Ballant neix l'amor (You Were Never Lovelier): Tony, El company de Lita
- 1943: Power of the Press: Jerry Purvis
- 1943: Reveille with Beverly: Eddie Ross
- 1943: Redhead from Manhattan: Flirt
- 1943: First Comes Courage: Capità Langdon
- 1943: Destroyer: Ens. Johnson
- 1943: Is Everybody Happy?: Jerry Stewart
- 1943: The Deerslayer: Jingo-Good
- 1944: The Racket Man: Larry Lake
- 1944: Hey, Rookie: Jim Leighter
- 1944: Jam Session: Actor a Superba Pictures
- 1944: The Black Parachute: Michael Kaligor Lindley
- 1944: Sergeant Mike: Soldat ras Tom Allen
- 1944: She's a Sweetheart: Rocky Hill
- 1945: Counter-Attack: Kirichenko
- 1946: Renegades: Ben Dembrow (Ben Taylor)
- 1946: The Jolson Story: Al Jolson
- 1947: La deessa de la dansa (Down to Earth): Danny Miller
- 1948: The Swordsman: Alexander MacArden
- 1948: The Gallant Blade: Tinent David Picard
- 1949: Jolson Sings Again: Al Jolson / Ell mateix
- 1950: Emergency Wedding: Peter Judson Kirk Jr.
- 1952: Love Is Better Than Ever: Jud Parker
- 1955: Tiger by the Tail: John Desmond
- 1962: Freud: Dr. Joseph Breuer

## Premis i nominacions

### Nominacions
- 1947. Oscar al millor actor per The Jolson Story